# Лыч, Леонид Михайлович
Леони́д Миха́йлович Лыч (бел. Леанід Міхайлавіч Лыч; 8 февраля 1929, Могильно, Минский округ — 17 января 2021, Минск) — беларусский историк, публицист. Доктор исторических наук (1989), профессор (1993).

## Биография
Родился 8 февраля 1929 г. в сельской семье на Узденщине (Минская обл.). После войны обучался в Минском статистическом техникуме, военном училище, Минской офицерской школе МВД СССР, в школе МВД в Ашгабате. Женился первый раз в 1952 году в Иркутской области, где работал в лагере политзаключённых оперативным уполномоченным. В 1957 году окончил исторический факультет Башкирского государственного педагогического института им. К. А. Тимирязева. В 1958 году вернулся в Беларусь со второй женой, где стал работать учителем.
С 1962 года связал свою жизнь с Институтом истории Академии наук БССР. В Институте истории работал младшим научным сотрудником с 1963 по 1967 г., старшим научным сотрудником с 1967 по 1989 г., ведущим научным сотрудником отдела национально-культурного развития Беларуси с 1989 по 2005 г. С 2005 по 2016 гг. — старший научный сотрудник отдела социально-экономической истории, науки и культуры. С 2016 г. по 30  декабря 2020 года — главный научный сотрудник отдела новейшей истории Беларуси.
Председатель Топонимической комиссии при Президиуме Верховного Совета Республики Беларусь (1992—1996).
Был трижды женат, от первого брака сын Шамиль.
Братья:
- Геннадий Михайлович Лыч — учёный-экономист, доктор экономических наук, профессор, академик НАН Беларуси.
- Анатолий Михайлович Лыч — учёный в области природопользования, кандидат технических наук.

Скончался от последствий перенесенной коронавирусной инфекции 17 января 2021 года.

## Научная деятельность
Исследовал вопросы социально-классовых отношений в советское время, истории белорусской культуры, языковой политики в Беларуси в XIX—XX вв., межнациональных отношений в стране в XX веке.

### Диссертации
- Лыч, Л. М. Железнодорожники Белоруссии в годы семилетки (1959-1965 гг.) : автореферат дис. … кандидата исторических наук / АН БССР. Ин-т истории. — Минск, 1966. — 20 с.
- Лыч, Л. М. Ликвидация экономического и социально-культурного неравенства союзных республик : на примере БССР, 1917-1941 : автореферат дис. … доктора исторических наук : 07.00.02. / Акад. наук Бел. ССР, Ин-т истории. — Минск, 1988. — 45 с.

### Книги, монографии, справочные издания
- Лыч Л. М. Рост материального благосостояния и культуры белорусского народа / Л. М. Лыч и др. ; Академия наук Белорусской ССР, Институт истории. — Минск : Наука и техника, 1969. — 301 с.
- Марченко И. Е. Ведущая сила : Рабочий класс Белоруссии на этапе развитого социализма / И. Е. Марченко, Л. М. Лыч. - Минск : Беларусь, 1980. - 191 с.
- Лыч Л. М. Аграрный отряд рабочего класса Белоруссии / Л. М. Лыч. — Минск : Беларусь, 1984. — 110 с.
- Лыч Л. М. Ликвидация экономического и социально-культурного неравенства союзных республик : На прим. БССР (1917-1941 гг.) / Л. М. Лыч ; под ред. В. А. Полуяна; АН БССР, Ин-т истории. — Минск : Наука и техника, 1987. — 286 с.
- Мельянков Г. С. Сотрудничество созидателей : БССР в соц.-экон. сотрудничестве народов ССР / Г.С. Мельянков, Л.М. Лыч. — Минск : Выш. шк., 1987. — 109 с.
- Пичета В. И. Белорусский язык как фактор национально-культурный / В. И. Пичета ; [послесловие Л. М. Лыча]. — Минск : Навука і тэхніка, 1991. — 30 c.
- Сорокин А. Н. Эксперимент : Человек и земля / А. Н. Сорокин ; под редакцией Л. М. Лыча ; Академия наук Беларуси, Институт истории. — Минск : Навука і тэхніка, 1994. — 94 с.
- Лыч Л. М. Назвы зямлі беларускай / Л. М. Лыч. — Мінск : Універсітэцкае, 1994. — 128 с.
- Інстытут гісторыі Нацыянальнай акадэміі навук Беларусі : Да 70-годдзя ўтварэння / М. П. Касцюк, М. К. Кошалеў, Л.М. Лыч і інш. — Мінск. : ВП «Экаперспектыва», 1999. — 107 с.
- Лыч Л. М. Беларуская ідэя ў постацях і здзейсненнях / Леанід Лыч. — Мінск : Athenaeum, 2001. — 79 с.
- Лыч Л. М. Краязнаўства — крыніца ведаў і нацыянальнага сталення / Леанід Лыч. — Мн. : Беларус. фонд культуры, 2004. — 49 с.
- Лыч Л. М. Эшалоны бягуць на захад. З гісторыі перавозак на чыгунках Беларусі (верасень 1943 - май 1945 г.) / Леанід Лыч ; пад агульнай рэд. І. У. Мандрыка] ; Міжнародны інстытут працоўных і сацыяльных адносін. — Віцебск : Выдавецтва ВДТУ, 2005. — 165 с.
- Лыч Л. М. Гісторыя культуры Беларусі са старажытных часоў да 1569 г. / Леанід Лыч ; Міжнародны інстытут працоўных і сацыяльных адносін. — Віцебск : ВДТУ, 2005. — 122 с.
- Лыч Л. М. Праблема захавання беларускай этнакультурнай прысутнасці ў славянскім свеце / Леанід Лыч. — Мінск, 2006. — 71 с.
- Лыч Л. М. Гісторыя культуры Беларусі ў перыяд Рэчы Паспалітай (1569—1795 гг.) / Леанід Лыч ; Міжнародны інстытут працоўных і сацыяльных адносін. — Віцебск : Выдавецтва ВДТУ, 2006. — 166 с.
- Лыч Л. М. Татары Беларусі : на пераломах сацыяльна-палітычных эпох (XX ― пачатак XXI ст.) / Леанід Лыч. — Мінск : Кнігазбор, 2007. — 75 с.
- Лыч Л. М. Міжнацыянальныя дачыненні на Беларусі (верасень 1943 ― кастрычнік 1964 г.) / Л. Лыч. ― Мінск : Галіяфы, 2009. ― 284 с.
- Лыч Л. М. Культура Беларуси: от самобытной к денационализованной / Леонид Лыч. — Минск : Кнігазбор, 2010. — 54 с.
- История белорусской железной дороги. Из XIX века ― в век XXI : 1862―2012 / В. В. Яновская и др. — Минск : Мастацкая літаратура, 2012. — 958 с.
- Лыч Л. М. Яўрэйская культура Беларусі ― яе агульны духоўны набытак / Л. Лыч. ― Мінск, 2012. ― 122 с.
- Лыч Л. М. Краязнаўства ў кантэксце сучаснага нацыянальна-культурнага  жыцця  Беларусі / Леанід  Лыч. — Мінск  : Кнігазбор, 2013. — 43 с.
- Лыч Л. М. Нацыянальна-культурная аўтаномія беларусаў як варыянт захавання іх этнакультурнай самабытнасці / Леанід Лыч. — Мінск : Кнігазбор, 2013. — 23 с.
- Лыч Л. М. Першаму з'езду беларусаў свету – 20 гадоў / Леанід Лыч. — Мінск, 2013. — 115 с.
- Лыч Л. М. Рускі прафесар на ніве беларускага нацыянальнага адраджэння : успаміны / Леанід Лыч. — Мінск : Кнігазбор, 2013. — 119 с.
- Лыч Л. М. Беларускае нацыянальнае пытанне ў калейдаскопе думак / Леанід Лыч. — Мінск, 2014. — 157 с.
- Лыч Л. М. Міжваенная беларусізацыя і яе ўрокі / Леанід Лыч. — Мінск, 2014. — 233 с.
- Лыч Л. М. Моладзі — праўдзівую гісторыю Беларусі / Леанід Лыч. — Мінск, 2014. — 72 с.
- Лыч Л. М. Беларусы на мяжы нацыянальнай катастрофы / Леанід Лыч. — Мінск, 2015. — 56 с.
- Лыч Л. М. Усенародны рух за наданне беларускай мове статусу адзінай дзяржаўнай : (да 25-годдзя Закона «Аб мовах ў Беларускай ССР», 26 студзеня 1990) / Леанід Лыч. — Мінск, 2015. — 80 с.
- Лыч Л. М. Беларуская мова на скрыжаваннях трох палітычных рэжымаў : (26 студзеня 1990—14 мая 1995 г.) / Леанід Лыч. — Мінск, 2016. — 159 с.

### Учебники, учебные пособия
- Лыч Л. М. Гісторыя культуры Беларусі : вучэб. выд. / Леанід Лыч, Уладзімір Навіцкі. — Мінск : НКФ «Экаперспектыва», 1996. — 453 с.
- Лыч Л. М. Гісторыя культуры Беларусі : вучэб. выд. / Леанід Лыч,  Уладзімір  Навіцкі. — 2-е  выд.,  дап. — Мінск : ВП «Экаперспектыва», 1997. — 483 с.
- Андрэева Е. Г. Асвета на Беларусі ў 1772-1802 гг. : вучэб. дапам. / Е. Г. Андрэева, Л. М. Лыч ; Бел. дзярж. пед. ун-т імя М. Танка. — Мінск. : БДПУ, 2001. — 50 с.
- Андрэева Е. Г. Шляхі сталення : Да 70-годдзя ўтварэння Выш. пед. ін-та ў Мінску : вучэб. дапам. / Е. Г. Андрэева, Л. М. Лыч ; Бел. дзярж. пед. ун-т імя М. Танка. — Мінск : БДПУ, 2001. — 94 с.
- Лыч Л. М. Гісторыя культуры Беларусі : вучэб. выд. / Леанід Лыч, Уладзімір Навіцкі. — 3-е выд., дап. — Мінск : Совр. школа, 2008. — 510 с.